# James F. Chappell
James Frederick Chappell (1891 – 1964) è stato un astronomo e fotografo statunitense.
Lavorò presso l’Osservatorio Lick dove fece riprese fotografiche della Luna. È noto per aver implementato nuove tecniche fotografiche specifiche per l’astronomia.
A James Frederick Chappell  la UAI  ha  intitolato il cratere lunare Chappell.